# Notiosorex cockrumi
Notiosorex cockrumi és una espècie minúscula de musaranya descrita el 2003. Aquest soricí, del pes d'una moneda d'un centau estatunidenc, és la primera espècie de mamífer descrita d'Arizona des del 1977. La seva distribució s'estén des d'Arizona fins al centre de Sonora (Mèxic).

## Alimentació
És insectívor.

## Estat de conservació
No hi ha amenaces conegudes per a aquesta espècie i viu a àrees protegides d'Arizona.